# Ejlinge
Ejlinge är en obebodd ö i Danmark. Den ligger i Region Syddanmark, i den centrala delen av landet. Ejlinge var bebodd till år 1999.
Arean är 0,12 kvadratkilometer. Terrängen på Ejlinge är mycket platt. Ejlinge består till största delen av träskmark. Dessutom finns några byggnader.